# 空对面导弹

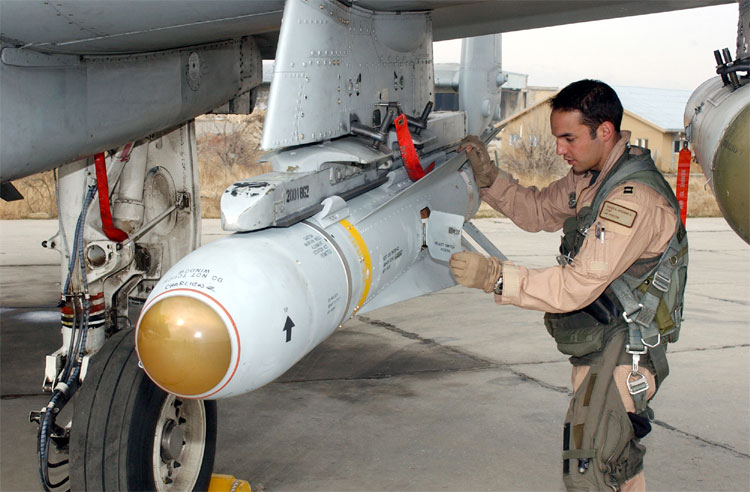
美國空軍地勤人員检查A-10攻擊機上的AGM-65小牛导弹。

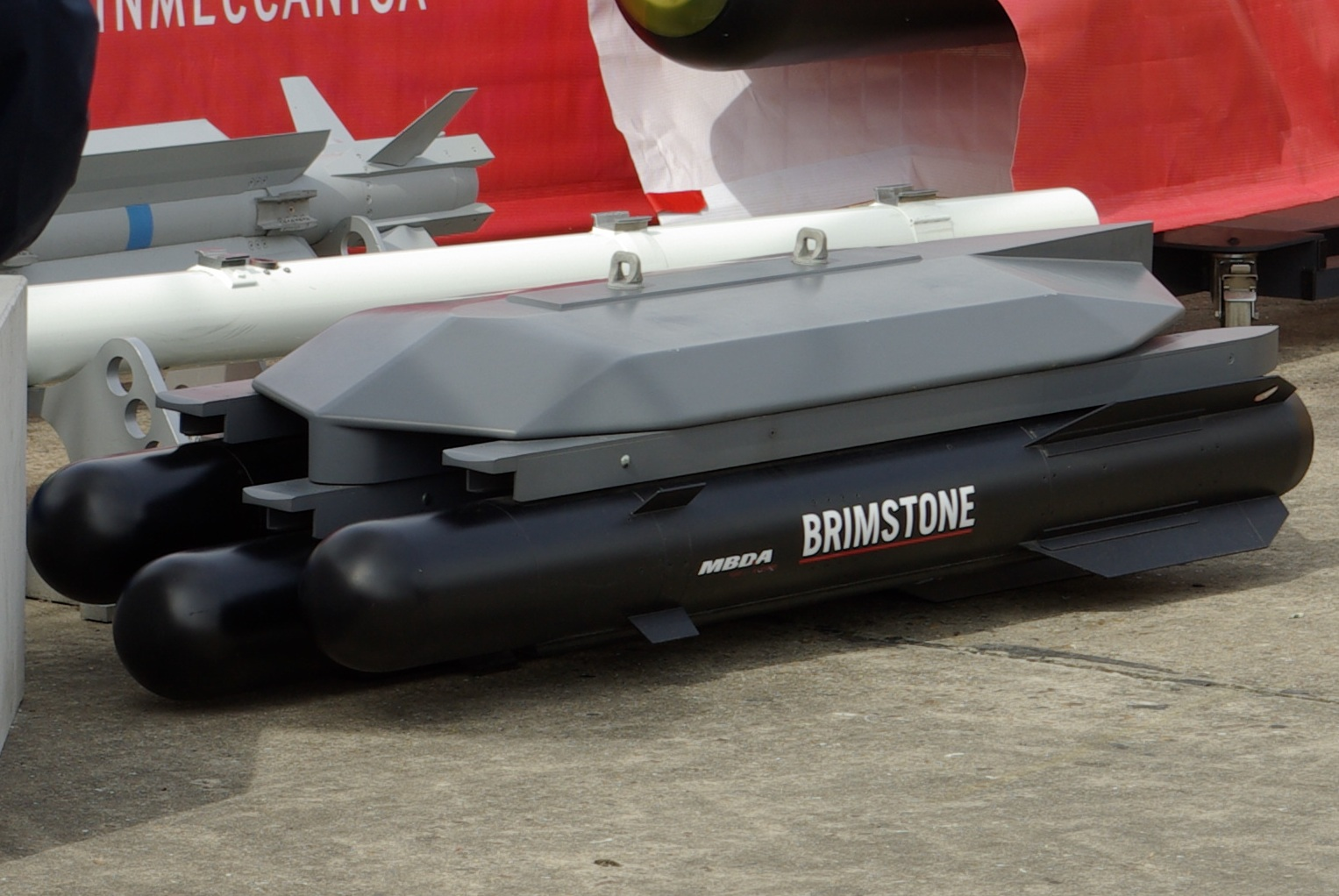
英国皇家空军的硫磺石反坦克飛彈是一种在21世紀先進的空對面與反坦克飛彈，可執行射後不理。

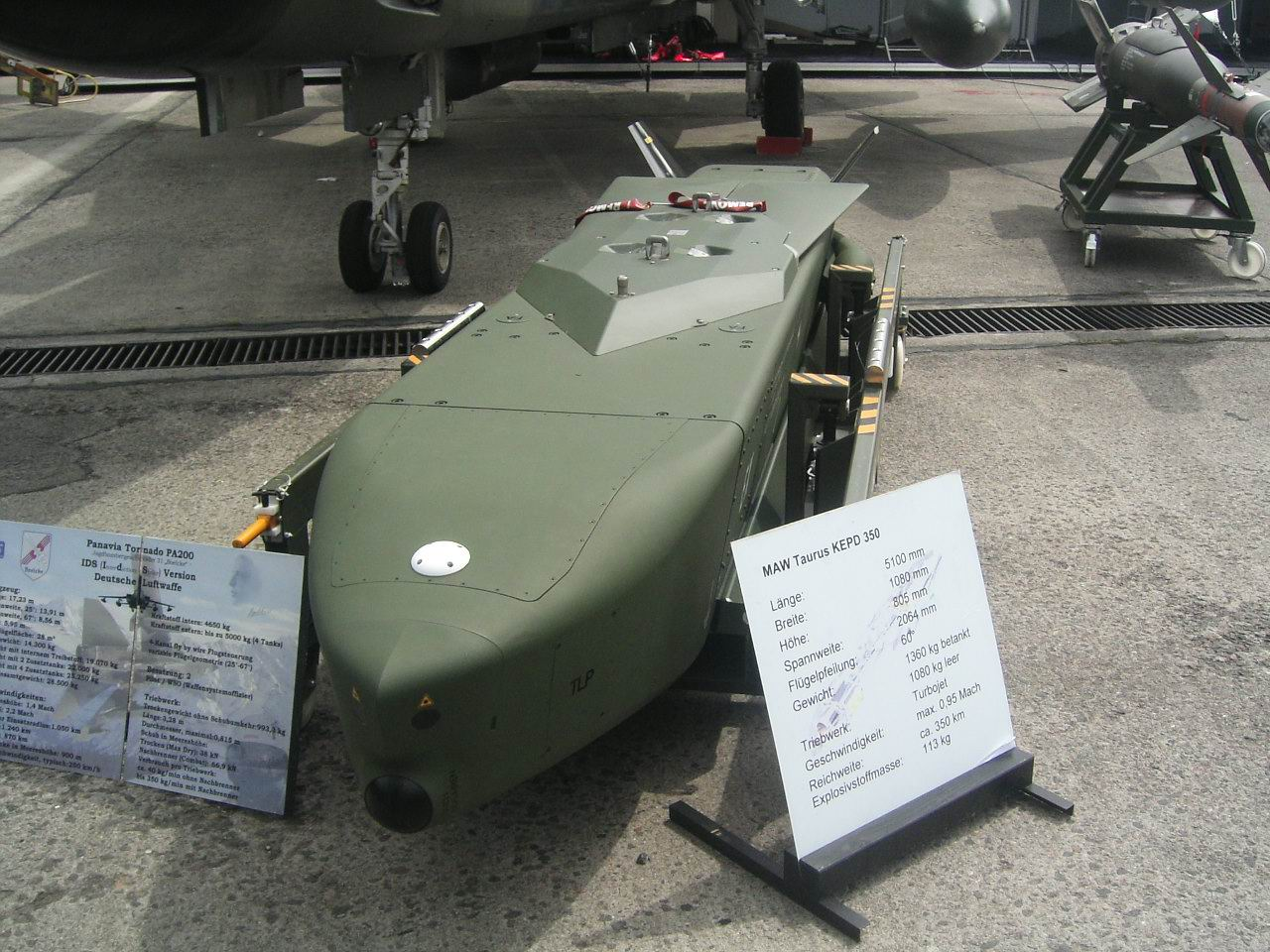
德国空军展示的金牛座导弹。

空对面导弹（英語：ASM, air-to-surface missile），也经常被称为空对地导弹（AGM, air-to-ground missile），是一种从军用飞机上发射来攻击地面和水面目标的导弹，也就是包括了空射反舰导弹，它们最常见的发动机系统是火箭发动机和喷气发动机，一些导弹（特别是苏联的）还采用冲压发动机以获得远射程和高速。制导方式有激光、红外制导、光学制导、GPS等，有不少导弹都是既有面对面型也有空对面版，如戰斧巡弋飛彈、企鹅导弹、布拉莫斯导弹、鹰击8反舰导弹等，中国大陆最早供轟-6轟炸機使用的空對地飛弹实际也是以C-601为蓝本改良而来的。
常见分类法还有:
- 空射巡弋飛彈
- 空射反艦飛彈
- 空射反坦克飛彈
- 反輻射飛彈
- 空射弹道导弹

## 国别

### 美国
- AGM-12犢牛犬飛彈
- AGM-28
- AGM-45百舌鳥飛彈
- AGM-53
- AGM-62
- AGM-63
- AGM-64
- AGM-65小牛飛彈
- AGM-69 SRAM（英语：AGM-69 SRAM）
- AGM-71拖式反坦克飛彈
- AGM-78標準反輻射飛彈
- AGM-84魚叉反艦飛彈
- AGM-86 CALCM
- AGM-87Skybolt飛彈
- AGM-88 HARM
- AGM-109戰斧巡弋飛彈
- AGM-112
- AGM-114地獄火导弹
- AGM-154 JSOW
- AGM-158 JASSM
- AGM-176狮鹫导弹
- AGM-183 ARRW

### 苏联/俄罗斯
- AS-10飛彈（英语：Kh-25），為服役了74年的短程空对地飛彈，半主动雷達導引，是AS-7飛彈（英语：Kh-23 Grom）的改进型，全弹重三百公斤（弹头一百公斤）。[2]
- KSR-5飛彈（英语：KSR-5）
- Kh-15飛彈
- Kh-20飛彈（英语：Kh-20）
- Kh-22导弹
- Kh-55导弹

### 英国
- 海鷹飛彈（英语：Sea Eagle (missile)）
- ALARM反輻射飛彈，宇航公司(BAe)和马可尼防务系统公司(MDS)研制[3]来提供远程反辐射能力
- 藍鋼飛彈（英语：Blue Steel (missile)），供1993年退役的英国最后一种战略轰炸机胜利者式使用，1970年代就退役了的射程240公里核导弹

### 法国
- ASMP导弹，全稱「空射中程导弹」（法語：Air-Sol Moyenne Portée），是1986年起服役至今的300公里射程核导弹，供包括法国最后一款战略轰炸机，1996年退役的幻影IV式等多种机型使用
- 飛魚反艦飛彈
- 风暴影导弹，英法義合作，使英法義能保留战区外空基核打击能力

### 中华人民共和国
- C-101
- C-601
- C-602
- C-611
- C-701
- C-704
- C-705
- C-801
- C-802
- C-805
- 长剑-10导弹，空射型为KD-20
- 长风-2导弹
- DH-10
- FL-8
- FL-9
- FL-10
- FL-7
- 红箭-73
- 红箭-8
- 红箭-9
- 红箭-10
- 红箭-12
- 红鸟-3
- HY-2导弹
- KD2导弹
- KD-63导弹
- KD-88导弹

### 中華民國
- 雄風二C反艦飛彈
- 天劍二A反輻射飛彈
- 萬劍機場聯合遙攻武器
- 雄風三型反艦飛彈[[[Wikipedia:格式手册/链接#章節|錨點失效]]][4][5][6][7]

### 印度
- Nirbhay
- 布拉莫斯导弹(印俄合作)
- 纳格飛彈

### 伊朗
- Ghassed导弹

### 阿根廷
- MP-1000马丁帕斯卡多
- AS-25K

### 巴西
- MAR-1 反辐射导弹
- AVMT-300巡航导弹